# Fernando Salinas (Teksas)
Fernando Salinas – jednostka osadnicza w Stanach Zjednoczonych, w stanie Teksas, w hrabstwie Starr.